# Mura di Nanchino
Le mura di Nanchino, costruite in epoca Ming, sono tra le più grandi mura civiche mai costruite in Cina e oggi sono in buone condizioni e ben preservate.

## Storia

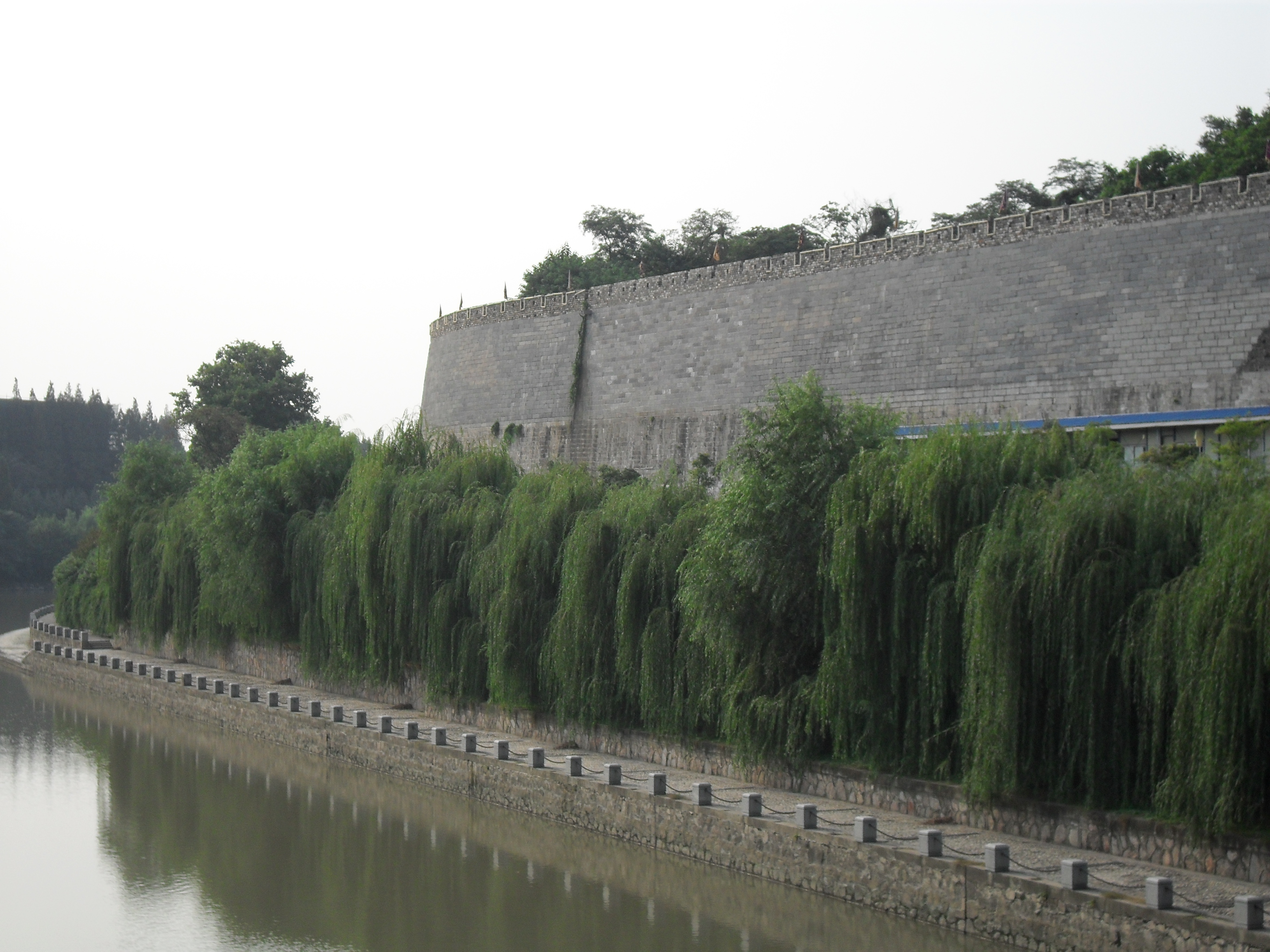

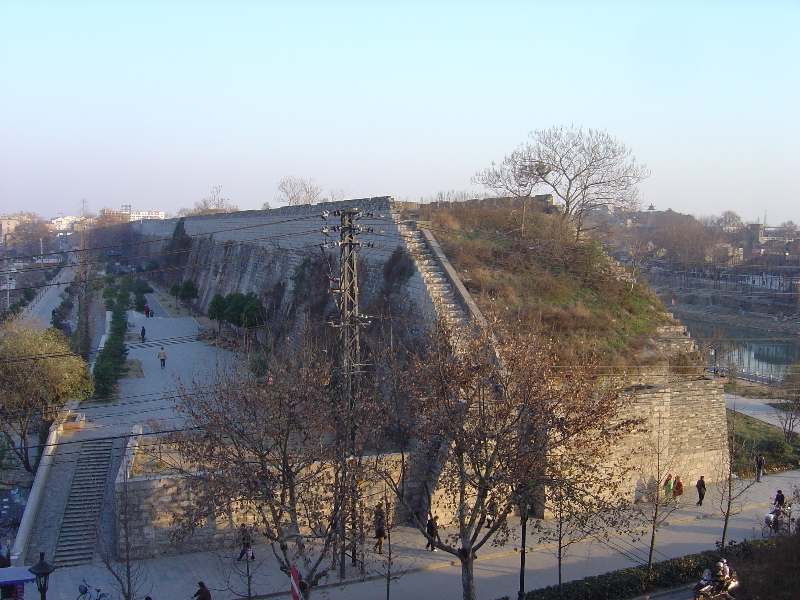

Furono costruite dall'imperatore Zhu Yuanzhang (1368–1398) dopo aver fondato la dinastia Ming (1368–1644) e stabilito a Nanchino la capitale. Per consolidare la sua sovranità e tenere fuori gli invasori, approvò i suggerimenti del consigliere Zhu Sheng di costruire più alte mura, fare scorta di cereali e di rinviare l'incoronazione. Servirono 21 anni per completare l'opera, e circa 200.000 operai spostarono 7 milioni di metri cubi di terra.
Circondano la città vecchia di Nanchino con un perimetro di 33,4 km e sono alte 14,1 m. Sono dotate di numerose porte, la cui più imponente è la Porta Zhonghua che si apre a sud.